# ヤマハ・CPX
ヤマハ・CPX(シーピーエックス)は、ヤマハが製造するエレクトリックアコースティックギターのシリーズ名である。

## 概要
1998年、「アコースティック・ギターそのものの音を出力するエレアコ」をコンセプトとしてシリーズが発足。21世紀の新たなギターの指針となることを願い、コンパスと名付けられた。このことから、海をイメージしたボディカラー、インレイが盛り込まれている。
APXシリーズ同様カッタウェイボディを採用しているが、生音にも拘ったCPXでは比較的厚めのボディとなっている。

## 現行モデル

### CPX-15 / 15Ⅱ
デビュー当初はピエゾピックアップに加え、ブリッジ下にコンデンサーマイクを装備し、さらにブリッジ自体も弦高調整が可能な非常に凝ったものを採用していたが、現行モデル（CPX15II）では3系統のコンタクトピックアップで箱鳴りを再現している。
標準モデルに加え、コンパスに因んだ東西南北それぞれのバージョンが用意され、デザインだけでなく木材の違いによりサウンドにも特色を持たせている。
- 標準モデル - サウンドホール周りに3つの旗、指板のポジションマークはそれぞれのポジションを示す国際信号旗をあしらう。
- North Version - 白夜の北欧をイメージ、サウンドホールに太陽、ポジションマークにクジラの尾。
- East Version - 古代エジプトをイメージ、サウンドホールに象形文字、ポジションマークにピラミッド。
- West Version - アメリカ西部をイメージ、サウンドホールに3つのロングホーン、ポジションマークにコンチョ（インディアン伝統のジュエリー）。
- South Version - フロリダ、マイアミの青い海をイメージ、サウンドホールにヤシの木、ポジションマークにイルカ。

## CPXを使用するアーティスト
- 阿部真央 - CPX-15を使用